# 阿尔马特雷特
阿尔马特雷特，是西班牙加泰罗尼亚莱里达省的一个市镇。 总面积57平方公里，总人口463人（001年），人口密度8人/平方公里。